# Drosanthemum capillare
Drosanthemum capillare är en isörtsväxtart som först beskrevs av Carl Peter Thunberg, och fick sitt nu gällande namn av Schwant. Drosanthemum capillare ingår i släktet Drosanthemum och familjen isörtsväxter. Inga underarter finns listade i Catalogue of Life.